# Josi Peled
Josi Peled (hebrejsky: יוסי פלד, rodným jménem Jeffke Mendelevich; narozen 18. ledna 1941) je izraelský a politik a bývalý generál. V minulosti působil jako poslanec Knesetu za stranu Likud a ministr bez portfeje v izraelské vládě. Před vstupem do politiky byl velitelem Severního velitelství Izraelských obranných sil (IOS).

## Biografie
Narodil se jako Jeffke Mendelevich v Belgii. Během druhé světové války byl společně se svou sestrou adoptován křesťanskou rodinou a až do svých šesti let byl vychováván jako křesťanský chlapec. Po válce jej vyhledala jeho matka, jež přežila holokaust, a díky pomoci Židovské brigády spolu odešli do mandátní Palestiny. Peledův otec zahynul ve vyhlazovacím táboře Auschwitz-Birkenau.
V Izraeli vystudoval historii na Telavivské univerzitě a získal titul bakalář. Později se usadil v kibucu Negba.

### Vojenská kariéra
Během šestidenní války v roce 1967 byl Peled velitelem roty 9. praporu 7. brigády 84. tankové divize, pod vedením Jisra'ele Tala. Během opotřebovací války sloužil jako velitel praporu při Suezském průplavu. V průběhu jomkipurské války v roce 1973 Peled velel záložníkům 205. tankové brigády pod velením Moše Peleda. Jeho brigáda se přesunula z Jeruzaléma na Golanské výšiny a bojovala se syrskou armádou na severní frontě.
Později v 70. letech bylo Peledovi svěřeno velení 252. divize na Sinajském poloostrově. Během první libanonské války v roce 1982 velel provizorní jednotce s názvem Josiho sbor, východně od jezera Karaoun.
Vrcholu ve své vojenské kariéře dosáhl v roce 1986, když byl povýšen na velitele Severního velitelství IOS. Tuto funkci zastával až do roku 1991.

### Politická kariéra
Po odchodu z armády pracoval jako chief executive officer společnosti Tadiran Telecom. Následně zastával řadu pozic ve vládních úřadech, tehdy však ještě nebyl oficiálně politicky činný. V roce 1993 se stal ředitelem Second Israeli Broadcasting Authority, vedl také řadu vládou jmenovaných komisí, jejichž úkoly byly následující:
- formulace plánu pro vládní politiku týkající se komunikací (1996)
- vyšetření příčin a selhání, vedoucí k zajetí třem izraelských vojáků příslušníky Hizballáhu na hoře Dov v říjnu 2000
- formulace politiky pro léčbu příslušníků Jiholibanonské armády v Izraeli
- vyšetření železniční nehody poblíž Bejt Jehošua, při které zahynulo 5 lidí (2006)

V roce 1996 Peled vstoupil do strany Likud a stal se hlavním podporovatelem Benjamina Netanjahua. Před volbami do Knesetu v roce 2009 získal 15. místo na kandidátní listině strany. Ve volbách pak strana získala 27 mandátů a Peled se stal poslancem Knesetu. Ve vládě Benjamina Netanjahua byl následně jmenován ministrem bez portfeje. Dne 16. září 2012 oznámil rezignaci na svůj poslanecký mandát a 27. září rezignoval na post ministra bez portfeje.